# Bridgewater Hall

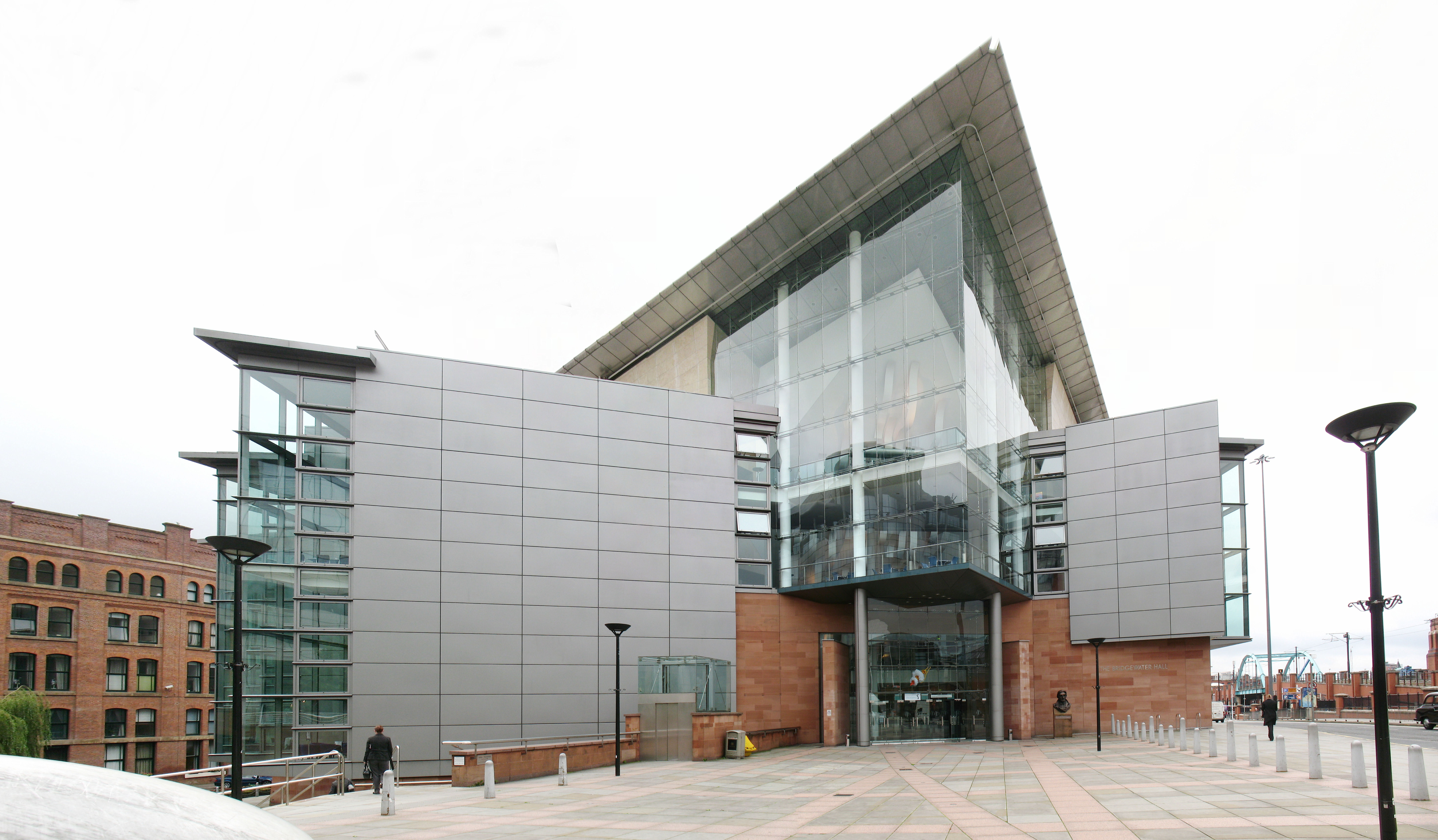
Le Bridgewater Hall

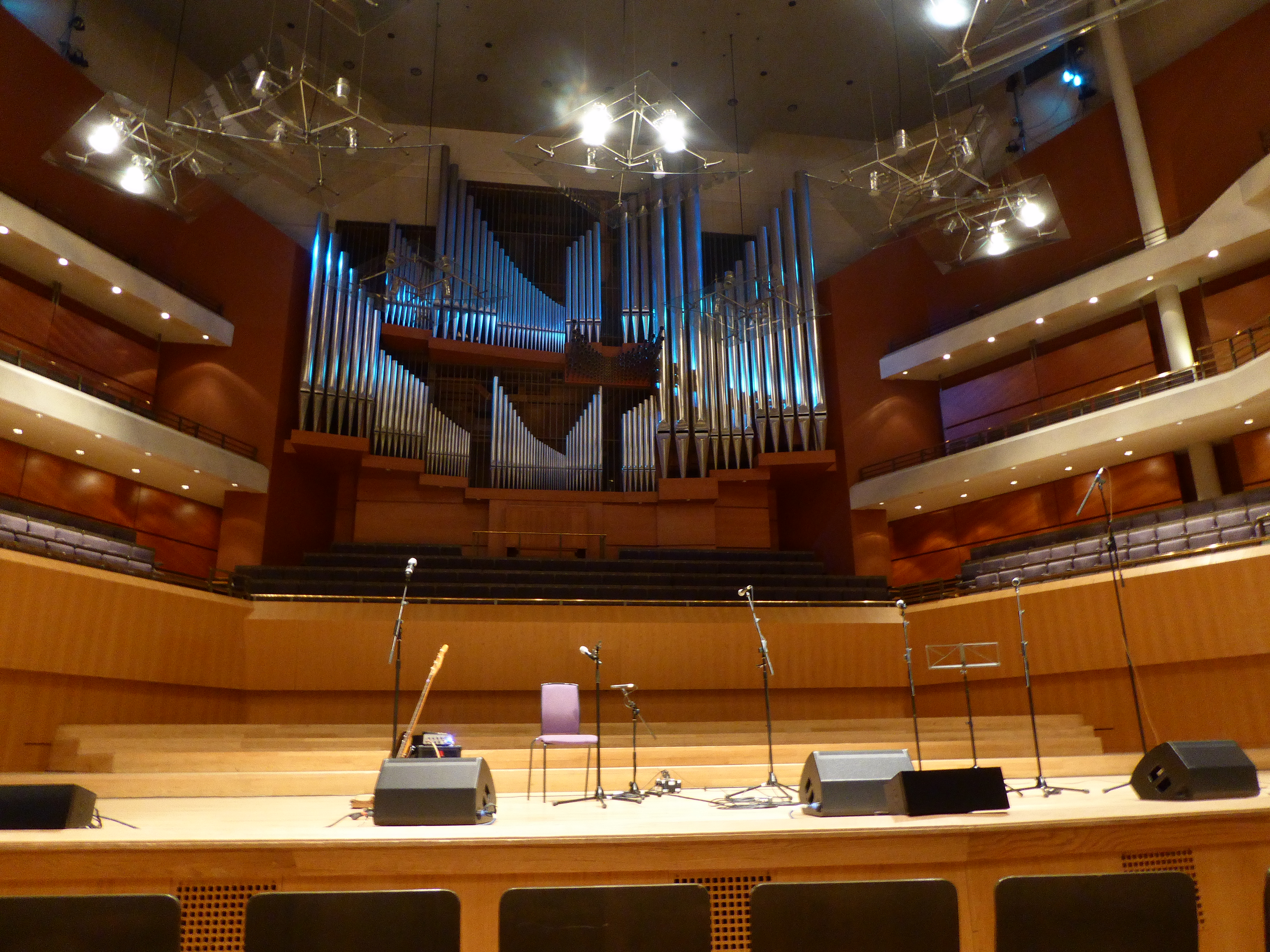
Intérieur du Bridgewater Hall

Le Bridgewater Hall est une salle de concert de dimension internationale située à Manchester, en Angleterre. Elle a coûté environ 42 millions de livres sterling, et accueille à l'heure actuelle pas moins de 250 concerts par an. Elle est située dans la Lower Mosley Street dans le centre-ville.
Inaugurée en 1996, elle est dotée d'un orgue de concert de 5500 tuyaux.